# ناحیه معره مصرین
ناحیه معره مصرین (به عربی: ناحیة معرة مصرین) یک ناحیه در سوریه است که در منطقه ادلب واقع شده‌است. ناحیه معره مصرین ۵۷٬۸۵۹ نفر جمعیت دارد.